# Catherine Greves
Catherine „Katie“ Rose Greves (* 2. September 1982 in London) ist eine britische Ruderin.

## Sportliche Karriere
Catherine Greves begann 1996 mit dem Rudersport. Bei den Junioren-Weltmeisterschaften 1999 gewann sie die Bronzemedaille im Vierer ohne Steuerfrau. Im Jahr 2000 startete sie in zwei Bootsklassen und belegte den vierten Platz im Vierer ohne Steuerfrau sowie den sechsten Platz im Achter. 2001 belegte sie mit dem Vierer ohne Steuerfrau den fünften Platz bei den U23-Weltmeisterschaften. 2004 ruderte sie auf den siebten Platz im Einer.
2005 trat sie im Ruder-Weltcup als Mitglied des britischen Achters an, bei den Weltmeisterschaften 2005 belegte sie mit dem Achter den fünften Platz. Im Jahr darauf belegte der britische Achter bei den Weltmeisterschaften vor heimischem Publikum in Eton den achten Platz. Erfolgreicher verliefen die Weltmeisterschaften 2007 in München mit dem Gewinn der Bronzemedaille. Bei ihrer ersten Olympiateilnahme 2008 in Peking belegte Greves mit dem Achter den fünften Platz.
2009 wechselte Greves vom Riemenrudern zum Skullrudern und gewann bei der ersten Weltcup-Regatta mit dem Doppelvierer. Bei den Weltmeisterschaften 2009 belegte der Doppelvierer den fünften Platz. 2010 startete Greves bei den Weltmeisterschaften 2010 im Einer und platzierte sich als Neunte. 2011 kehrte sie zurück zum Riemenrudern und in den britischen Achter. Wie 2007 gewann sie auch im vorolympischen Jahr 2011 Bronze bei den Weltmeisterschaften. Ein Jahr später belegte der britische Achter, wie vier Jahre zuvor, auch bei den Olympischen Spielen vor heimischem Publikum in Eton den fünften Platz. Bei den Olympischen Spielen 2016 setzte der US-Achter seine Siegesserie fort, dahinter erhielten die britischen Europameisterinnen die Silbermedaille vor Rumänien.
Catherine Greves blieb auch nach den Olympischen Spielen Mitglied des britischen Achters, bei den Weltmeisterschaften 2013 belegte der Achter den vierten Platz. 2014 traten die Britinnen auch bei den Europameisterschaften an und gewannen Silber hinter den Rumäninnen. Bei den Weltmeisterschaften 2014 kam der britische Achter als sechstes Boot ins Ziel. 2015 folgte auf den fünften Platz bei den Europameisterschaften der vierte Platz bei den Weltmeisterschaften. In die Olympiasaison 2016 startete der britische Achter mit dem Titelgewinn bei den Europameisterschaften in Brandenburg an der Havel.
Die 1,79 m große Catherine Greves hat ein Literaturstudium an der University of London abgeschlossen. Sie ist verheiratet mit dem Ruderer Tom Solesbury. Als Mitglied der britischen Nationalmannschaft gehört sie dem Leander Club an.